# جزیره لاکلن (استرالیای غربی)
جزیره لاکلن (استرالیای غربی) (به انگلیسی: Lachlan Island (Western Australia)) یک منطقهٔ مسکونی در استرالیا است.

## خصوصیات
جزیره لاکلن ۰ نفر جمعیت دارد.